# Coodenadoria de Assistência Técnica Integral
A Coordenadoria de Assistência Técnica Integral (CATI) é um órgão da Secretaria de Agricultura e Abastecimento do Governo do Estado de São Paulo criada em 1967. Seu objetivo é apoiar o setor agrícola do estado através da prestação de serviços e oferecimento de produtos. Entre os produtos disponíveis estão publicações e vídeos sobre as mais diversas culturas agrícolas brasileiras, além de mudas e sementes.
Sua sede está localizada na cidade de Campinas, estado de São Paulo. No entanto, a rede da CATI é composta por 40 Escritórios de Desenvolvimento Rural (EDRs) distribuídos em todas as microrregiões do Estado de São Paulo. Estes escritórios atuam com as Casas de Agricultura municipais que estão presentes em todos os municípios do Estado. Além disto, a CATI possui 21 Núcleos de Produção de Sementes, Mudas e Matrizes.

## Ligações Externas
- Site da CATI